# Carlos Eduardo Rico
Carlos Eduardo López Rico

## Filmografía

### Televisión
- Bola de locos (2023)
- MasterChef Celebrity (México) (2022)
- Cachito de Cielo (2012)
- Adictos (2012)
- Juro Que Te Amo (2008)
- ¡Que Tarde Tan Padre! (2008)
- Fábrica de Risas (2007)
- Espacio en Blanco (2006)
- Mujer... Casos de la vida Real (2005)
- Don Francisco Presenta (2004-2005)
- Big Brother VIP 3 (2004)
- ¡Despierta América! (2004)
- Otro Rollo: Con Adal Ramones (2004)
- Acapulco Fest (2004)
- La jaula (2003-2004) .... Nico el Comediante
- Big Brother VIP: México (2002)
- Festival del Humor (2002-2007)
- ¡Vivan los niños! (2002-2003)...Animador
- Salomé (2001-2002) .... Piro
- Todo se Vale
- Al Fin de Semana
- Va de Nuez en Cuando (1999)
- Hoy
- Humor Es... Los Comediantes (1999-2001)
- El Escaparate
- La Cuchufleta
- La Invasión de los Monstruos del Espacio (1990)
- TumbaBurros (2016)

### Cine
- Los Chuperamigos
- El Súper Policía
- Dinero a Sustos (1996)

### Teatro
- Que rico mambo (2012)
- Sida sin Compromiso (1995)
- Don Juan Tenorio (1995)